# Yahia El-Mekachari
Yahia El-Mekachari, né le 7 février 1990 à Gafsa, est un boxeur tunisien.

## Carrière
Sa carrière amateur est principalement marquée par un titre de champion d'Afrique remporté à Yaoundé en 2011 dans la catégorie mi-lourds.

### Jeux olympiques
- Éliminé en huitièmes de finale des Jeux de 2012 à Londres, Royaume-Uni

### Championnats d'Afrique de boxe amateur
- Médaille d'or dans les moins de 81 kg en 2011 à Yaoundé, Cameroun